# 羽柴雄輔
羽柴 雄輔（はしば ゆうすけ、嘉永4年（1851年）6月22日 - 大正10年（1921年）12月5日）は、幕末期の武士（庄内藩士）、郷土史研究家。慶應義塾大学図書館に勤務して考古学、民俗学、人類学を研究・編纂し「奥羽人類学会」を創設した。号は千瓢庵猿面、別名は久明または良策。

## 経歴
飽海郡（現・酒田市松山地区）に、庄内藩の医師・羽柴服笥（養倫）の子として生まれる。阿部灌策や海保弁之助に漢学を学び、慶応4年（1868年）7月、戊辰戦争に二番大隊軍監兼参謀として出征。敗戦後、庄内藩に対して朝敵の汚名を着せた官軍を批判した論文『東北人謬見考評論』を発表する。松山藩の家老であった松森胤保とも親交があった。旧松山藩校・里仁館の教師などを経て、成興野、狩川、大広、鼠ケ関各小学校の教師を勤める。
1884年（明治17年）、坪井正五郎・神田孝平・三宅米吉・鳥居龍蔵・白井光太郎・小金井良精らによって東京に「人類学会」が組織されると、1886年（明治19年）入会した。同会では『人類学会報告』や『考古學雑誌』に積極的に論文を発表し、1891年（明治24年）には磨製石鏃をはじめて図示した。
徐々に庄内に同好者の関心も高まり、1890年（明治23年）羽輔の発起によって鶴岡に「奥羽人類学会」が発足した。初代会長には松森胤保が推挙され、樋越儀平、山岸貞宗、門山周智、高野栄明等が活躍した。「奥羽人類学会」は「東京人類学会」と並び、著名な学者や研究家と交流、学界誌に寄稿するなど、その活動はめざましかった。
1906年（明治39年）11月から東京帝国大学史料編纂掛となり、明治の終わりから大正に入ると、慶應義塾図書館館長・田中一貞の引きで、小松林蔵、国分剛二らと共に館員となり、その間に大著・『松山藩史料』全42巻を完成させた。他、柳田國男とも交流を持った。

## 著書

### 慶應義塾大学所蔵
- 『飛嶋図画』
- 『古物類集』
- 『荘内古事抄総目録』
- 『摘草籠』
- 『目覚まし時計』

### 酒田市本間美術館蔵書
- 『千瓢庵集書』